# بلطجي (العثمانية)

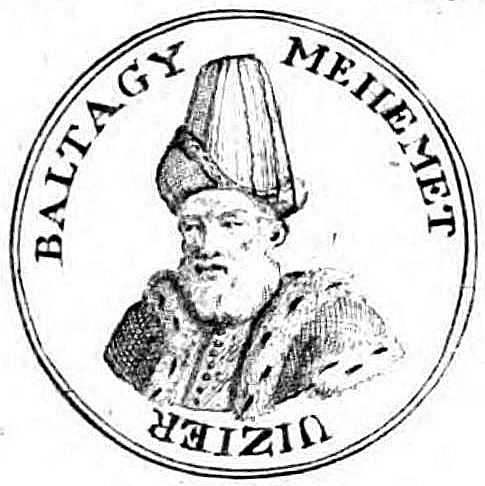
بلطجي محمد پاشا (1662م-1712م)، تولى الصدارة العظمى في الدولة العثمانية من 18 أغسطس/آب 1710م حتى 20 نوفمبر/تشرين الثاني 1711م

"البلطه جى" أو "البلطجية ذوو الخُصَل" (بالتركية: Zülüflü Baltacılar)‏. كانت وظيفة "البلطه جى" في الدولة العثمانية جزءاً مهما من مجموعات العاملين في القصر السلطاني العثماني من القرن الخامس عشر إلى أوائل القرن التاسع عشر،  في أوائل القرن الخامس عشر، تم نشر عدد منهم كحراس في قصر السلطان في أدرنة وكان أصحاب الفؤوس الحربية (البلطجية) أحد فرق العمل بالقصر العثماني ضمن ما يُعرف باسم "عبيد الباب" أو "قاپى قولو" (بالتركية: Kapıkulu)‏ المكونة من فِرَق المشاة والفرسان والوحدات العسكرية من الطبقة التقنية التي شكلت الجيش الدائم للدولة العثمانية، وتتبع مباشرة للسلطان العثماني. كان جنود ال"قاپى قولو" أحد الفرق الرئيسية الثلاثة في الجيش العثماني، إلى جانب جنود المقاطعات والقوات البحرية، وكانوا يتكونون من جنود الانكشارية والسپاهية وجنود عربات المدافع وعلوفجية اليمين وعلوفجية اليسار والفرسان وقوات السلاح دار  المسؤولون عن مستودعات الأسلحة في الدولة العثمانية، وغيرهم. كانت ال"قاپى قولو"، وهم فئة من المحاربين، مسؤولة عن أمن المدينة وحماية الحدود، وكانوا يستخدمون عمومًا البنادق والسيوف والأقواس والسهام والدروع والرماح كأسلحة، وتحكمهم قواعد صارمة لا هوادة فيها.
بعد فتح القسطنطينية وإنشاء قصور مختلفة في العاصمة الجديدة، تم إنشاء فرق منفصلة من قوات البلطجية للخدمة في كل قصر: القصر القديم أو إسكى سراي، والقصر الجديد أو قصر توبكابي، وقصر غلاطة، وقصر إبراهيم باشا. ونظرًا لأن قصر توبكابي كان المقر السلطاني الرئيسي للدولة العثمانية، فقد كان رجال البلطة المعينين به يتمتعون بمكانة خاصة.

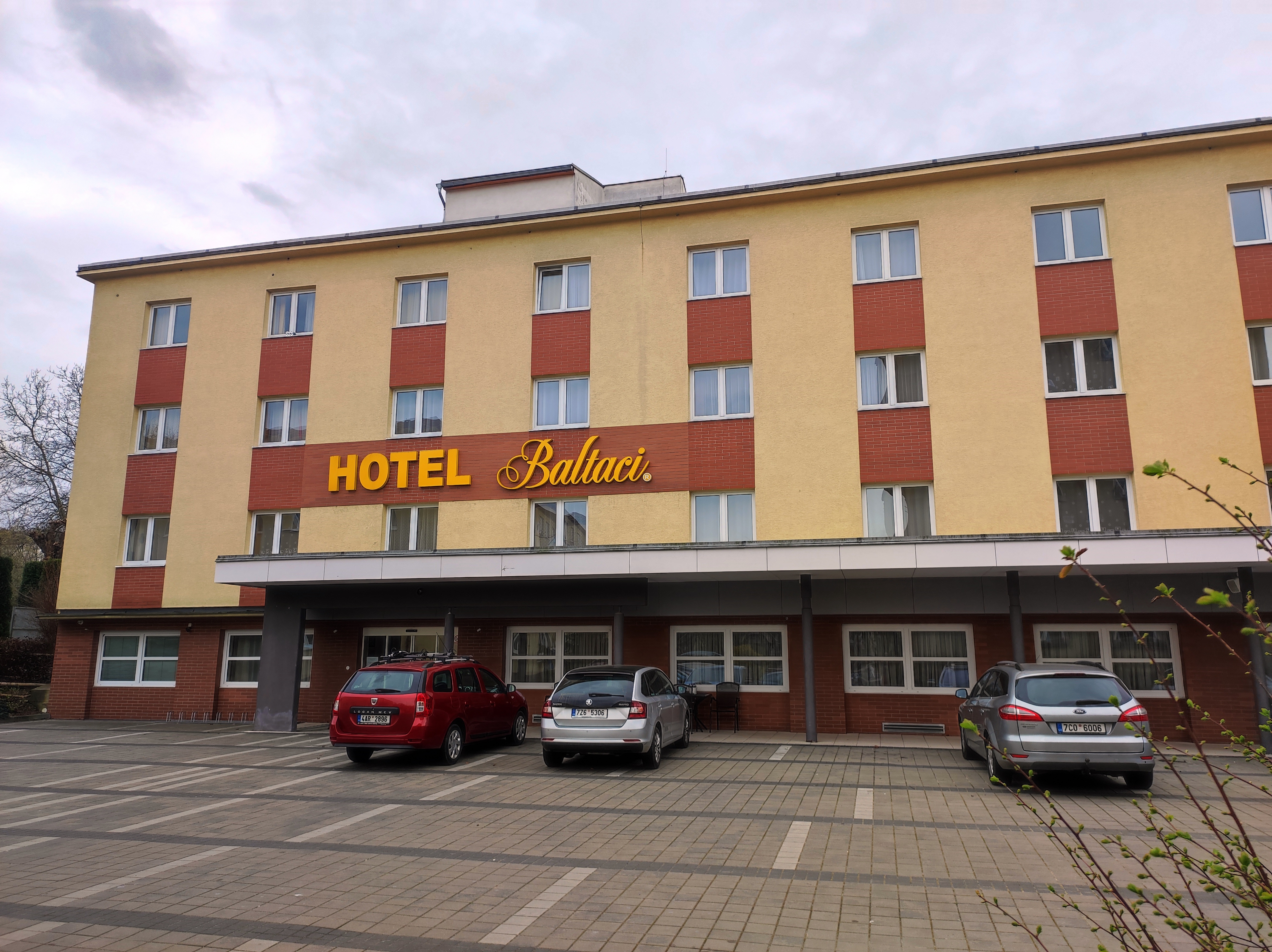
قصر "بلطجي" بمدينة زلين (Zlín) في إقليم زلين، جمهورية التشيك.

كان "البلطجية ذوو الخُصَل" دائماً حُماة السلطان العثماني، وكان يتم اختيارهم في البداية من بين الدوشيرمة (بالتركية: devşirmeler)‏، ومؤخراً من بين الأطفال المسلمين الذين يتم جلبهم من القرى الجبلية في قاسطامونو والأناضول. كان عدد "البلطجية ذوو الخُصَل" حوالي 120-200 شخصا.

## وظيفتهم
كان البلطجية يُساهمون في خدمات القصر  وفي توفير احتياجات قصر الحريم من الحطب. يُشاع أنهم كانوا يتقدمون أمام الجيش ليقطعوا الأشجار التي كانت تعيق مسيرة الجنود ببلطاتهم أثناء توجه السلطان للغزو، ثم اشتغلوا في القصر  بالعديد من الواجبات مثل حمل الحطب إلى الحريم، وإحضار العرش من وإلى باب السعادة عند الضرورة، وحماية وصيانة الديوان، كما كانوا يتلون القرآن الكريم تحت الراية العثمانية أثناء المعارك لضمان النصر أثناء الحملة.
وبعد القرن السابع عشر، قاموا بتقديم الشربات وماء الورد والبخور للخطباء في مسجد السلطان أحمد في يوم المولد النبوي.

## لغويا
تتكون كلمة "بلطجي" من كلمتين هما: «البلطة» أي الفأس و «جي» وهو الشخص حامل البلطة والمتمرس في استخدام هذه الأداة، وجمعها «بلطجية» باللغة العربية أو "بلطجى لر" بالعثمانية.
وهم فرقة من حرس القصور مهمتهم بالأصل مرافقة مواكب نساء القصر وحمايتهم؛ كانوا يمسكون بأزمة دواب العربات ويصطحوبنهم في الطرقات؛ وفي آخر العصر العثماني انصرف هذا اللقب على الرجال الذين لاعمل لهم ويعيشون على حساب النساء.

## ملابسهم
اشتهر جنود البلطجية بملابس زرقاء داكنة ذات ياقات عالية جدًا تسمى "دولاما" (بالتركية: dolama)‏، بحيث لا تمكنهم من رؤية أيا من جانبي محيطهم أثناء قيامهم بأعمالهم المختصة بالحريم.
وكانت هناك خصلتان من الشعر تتدلى من جانبي قلنسواتهم؛ ولهذا السبب كانوا يُعرفون باسم "البلطجية ذوو الخُصَل" (بالتركية: Zülüflü Baltacılar)‏.

## مشاهير في الدولة العثمانية
- في أغسطس 1444م أقسم السلطان مراد الثاني اليمين على «معاهدة سلام سيجيد»، ثم أُرسلت المعاهدة إلى مدينة سكدين المجرية مع «سليمان بلطة أوغلو» (باللغة التركية العثمانية: بلطه أوغلى سليمان)(بالتركية: Baltaoğlu Süleyman)‏ ليصدق عليها ڤلاديسلاڤ ملك المجر.[4]

- بلطجي سليمان باشا، شغل منصب والي مصر في عهد الدولة العثمانية في الفترة من عام 1704م حتى 1704م.[5][6][7][8][9][10]

- "بلطجي محمد پاشا" (بالتركية: Baltacı Mehmed Paşa)‏، تولى منصب الصدر الأعظم في الدولة العثمانية من فبراير/شباط 1711م حتى نوفمبر/تشرين الثاني 1711م.[1]

- بلطجي زاده مصطفى باشا شغل منصب والي مصر في عهد الدولة العثمانية في الفترة من 1753م حتى 1756م.[11][12][13][14][15][16]